# 鹽引法
鹽引又称鹽钞，是宋代的取食鹽的許可證，盐商必須向朝廷支付費用以取得鹽引，始可以合法販售食鹽。
鹽引最早始于北宋，南宋沿用。《宋史·通货志》，“盐引每张，领盐116.5斤，价6贯。”鹽引法沿用至明清兩朝。明初鹽商須赴邊塞納糧，再由官府酬給鹽引，稱之開中法。晉商以山西地缘优势，獲利萬巨，盐商形成行帮，称为“纲”。弘治五年（1492年），不再行开中制，转变为折色法，即直接用白銀換鹽引。晉商多在北疆納糧換鹽引，因此受到打擊，再也無法控制鹽引，“山陕富民多为中盐徙居淮浙，边塞空虚”。反倒是徽商多居揚州，以地缘近两淮盐场，遂漸取代晉商，開始富甲天下。明朝两淮盐引分成“存积”、“常股”两类。《明史·食货志》稱“凡中常股者价轻，中存积者价重，然人甚苦守支，争趋存积，而常股壅矣”。明代盐引上书写盐商的姓名、地望。有不少宣称是盐引持有者的子孙的人，因此必須防止虚冒。
清代沿用鹽引，由户部印发的称鹽引，由各地盐政所发的称鹽票。《清史稿·食货志四》記載：“近来栈盐出湖，皆在西坝改捆，大包重百三十斤，盐票不符。”乾隆三十三年（1768年）爆發两淮预提盐引案，紀曉嵐被牽涉在內，最後貶戍新疆。